# Georg Baselitz

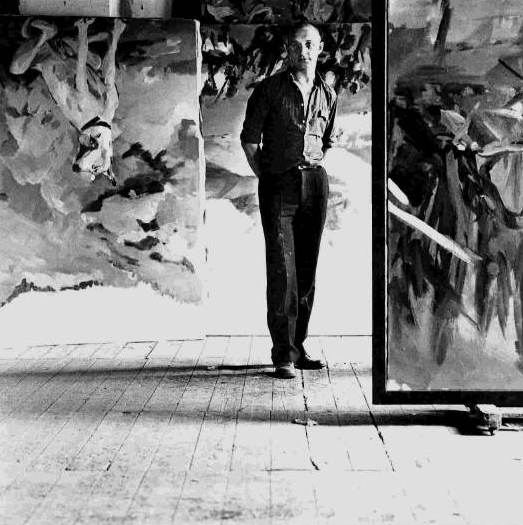
Georg Baselitz fotografiert von Lothar Wolleh, Mülheim 1971

Georg Baselitz (* 23. Januar 1938 in Deutschbaselitz, Sachsen; eigentlicher Name Hans-Georg Kern) ist ein deutsch-österreichischer Maler, Bildhauer und Grafiker. International bekannt wurde er in den 1970er-Jahren mit figurativen, expressiven Gemälden. Baselitz’ künstlerische Einflüsse ergeben sich aus einer Vielzahl von Inspirationen, wie Illustrationen der Sowjetzeit, manieristische Druckgrafiken und afrikanische Skulpturen. Die Zerstörung und das Leid des Zweiten Weltkrieges haben den Künstler nachhaltig beeinflusst. In diesem Zusammenhang erklärte Baselitz in einem Interview: „Ich bin in eine zerstörte Ordnung hineingeboren worden, in eine zerstörte Landschaft, in ein zerstörtes Volk, in eine zerstörte Gesellschaft. Und ich wollte keine neue Ordnung einführen. Ich hatte mehr als genug sogenannte Ordnungen gesehen. Ich war gezwungen, alles in Frage zu stellen, musste erneut ‚naiv‘ sein, neu anfangen.“
Das Thema der Zerstörung kehrt, nebst weiteren autobiografischen Gegebenheiten, in vielen seiner Arbeiten wieder. Ordnungen und Konventionen der Wahrnehmung mithilfe seiner Malerei zu stören, ist seither ein wichtiges Leitmotiv in Baselitz’ Arbeiten. Seit 1969 malt er seine Motive so, dass sie auf dem Kopf stehen, was ihm zum Durchbruch verhalf und seine Werke bis heute unverkennbar macht.

## Leben

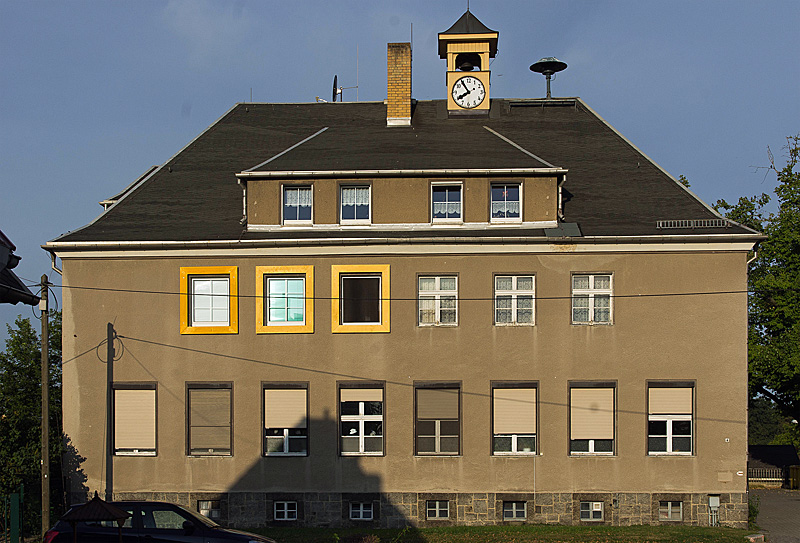
In der 1931 erbauten Schule von Deutschbaselitz, wo sein Vater Lehrer war, wurde Baselitz als Hans-Georg Kern geboren. Die inzwischen umrahmten Fenster markieren die ehemalige Lehrerwohnung.

Georg Baselitz wurde als zweites Kind eines Lehrerehepaares geboren. Nach Kindheit, Schule und Abitur in seiner Oberlausitzer Heimat begann er 1956 ein Studium der Malerei an der Hochschule für bildende und angewandte Kunst in Berlin-Weißensee (Ost-Berlin) bei Herbert Behrens-Hangeler und Walter Womacka. Bereits hier zeigte sich seine individuelle Persönlichkeit, die so gar nicht den sozialistischen Vorstellungen der DDR entsprach. Dies führte nach zwei Semestern wegen „gesellschaftspolitischer Unreife“ zum Verweis von der Hochschule. Er setzte daraufhin sein Studium 1957 an der West-Berliner Hochschule der bildenden Künste bei Hann Trier fort und siedelte 1958 endgültig in den Westteil der Stadt über. Hier setzte sich Georg Kern verstärkt mit den Theorien von Wassily Kandinsky, Ernst Wilhelm Nay und Kasimir Malewitsch auseinander. Er reiste nach Paris und Amsterdam und beschäftigte sich mit Antonin Artaud, Jean Dubuffet und der Kunst von „Geisteskranken“ (Sammlung Prinzhorn).
Im Jahr 1961 nahm er den Künstlernamen Georg Baselitz an, angelehnt an seinen Geburtsort. Gemeinsam mit seinem Kollegen Eugen Schönebeck gestaltete er eine Ausstellung in Berlin und veröffentlichte das (später so genannte) 1. Pandämonische Manifest, 1962 veröffentlichten die beiden das eigentliche Pandämonium (2. Pandämonisches Manifest). Aber auch in der Bundesrepublik Deutschland entsprachen seine Werke nicht den gesellschaftlichen Werten und Normen, was 1963 zum Eklat führte. Seine Bilder Die große Nacht im Eimer und Der nackte Mann auf seiner ersten Einzelausstellung in der Berliner Galerie Werner & Katz waren Gegenstand eines gezielt inszenierten Skandals, der erst nachträglich zur Beschlagnahme durch die Staatsanwaltschaft führte, die ein mit dem Galeristen befreundeter Kunstkritiker initiiert haben soll – ein Fall von self-fulfilling prophecy.
Im Frühjahr 1965 war Baselitz Stipendiat der Villa Romana in Florenz. 1969 malte er mit Der Wald auf dem Kopf sein erstes Bild in konsequenter Motivumkehr. Dem folgte 1970 in der Kölner Galerie Franz Dahlem die erste Ausstellung, in der ausschließlich „kopfstehende“ Bilder zu sehen waren. 1971 zog er nach Forst an der Weinstraße. Vier Jahre später, 1975, erwarb er das denkmalgeschützte Schloss Derneburg bei Hildesheim. 2006 verkaufte Baselitz Schloss Derneburg an den US-amerikanischen Finanzinvestor und Kunstsammler Andrew J. Hall und zog nach Buch, einem Ortsteil von Inning am Ammersee in Oberbayern.
Georg Baselitz ist seit 1962 mit Johanna Elke Baselitz, geborene Kretzschmar, verheiratet. Die Söhne Daniel Blau und Anton Kern sind Galeristen. Seit 2013 wohnt Baselitz in Salzburg. Hier erhielt er am 27. Mai 2015 für außerordentliche Leistungen für die österreichische Kunst und seine Großzügigkeit gegenüber Österreichs Museen gemeinsam mit seiner Ehefrau die österreichische Staatsbürgerschaft.
Im Juli 2015 plante Baselitz aus Protest gegen die geplante Verschärfung des deutschen Kulturgutschutzgesetzes seine Leihgaben aus deutschen Museen zurückzuziehen. Der Novellierung wurde zu diesem Zeitpunkt vorgeworfen, Museumssammlungen in ihrer Gesamtheit unter einen Ausfuhrschutz zu stellen. Dazu kam es nicht. In der kunsthistorischen Rezeption wurden seine Aussagen kontrovers diskutiert: Insbesondere seine Position, Frauen könnten nicht malen, wurde in der Öffentlichkeit kritisiert.

## Künstlerisches Schaffen

### Überblick

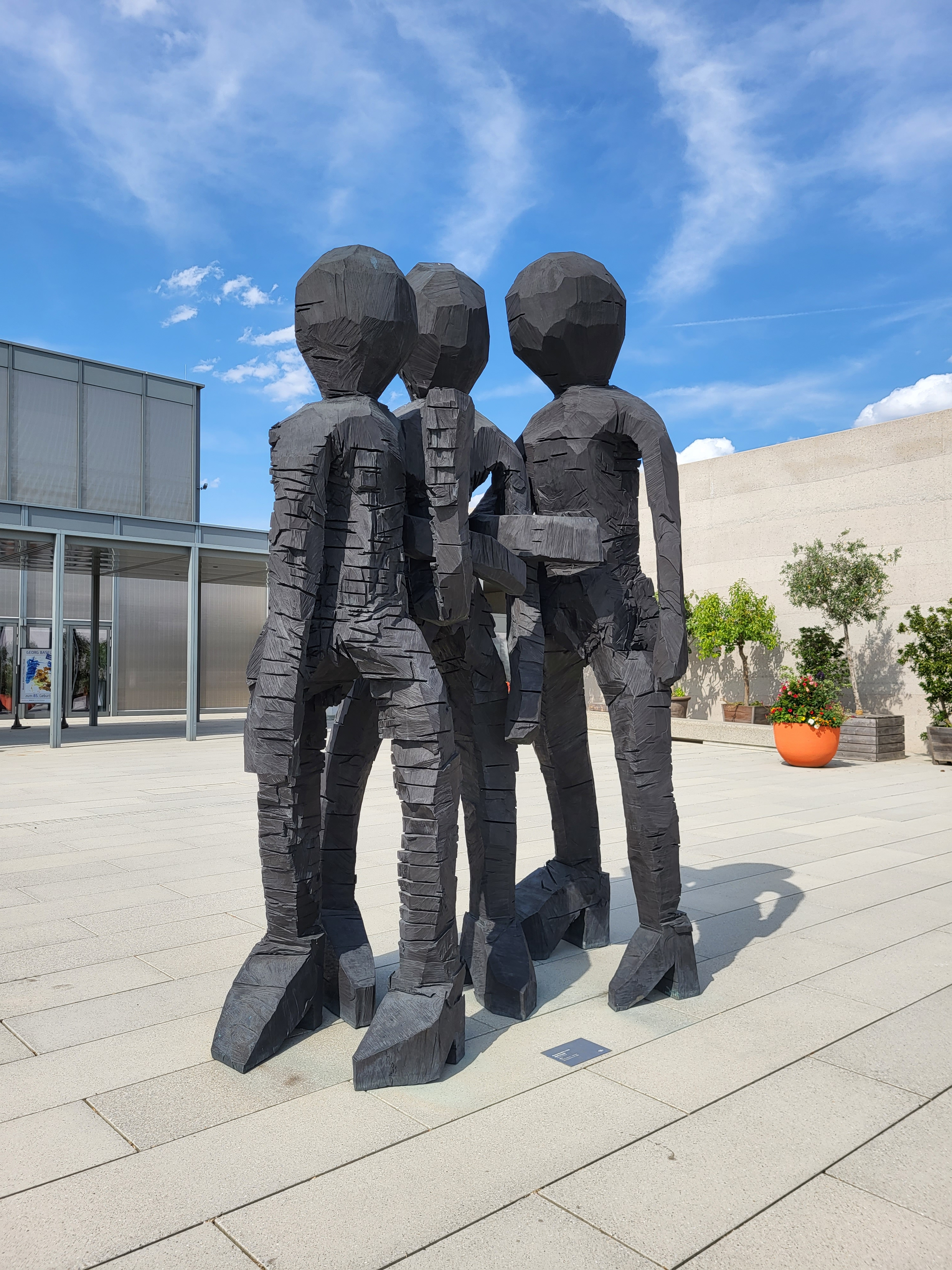
Georg Baselitz: BDM-Gruppe (2012, vor dem Carmen Würth Forum bzw. dem Museum Würth 2 in Künzelsau)

Baselitz prägte mit seinen Werken die moderne Malerei ab 1960. Mit teils obszönen Darstellungen, vor allem Anfang der 1960er Jahre, wirkte er stark provokativ, allerdings erst, nachdem er 1957 die Kunsthochschule Berlin-Weißensee wegen „sozio-politischer Unreife“ verlassen musste, weil er nicht wie angeordnet zum Praxiseinsatz in einem Kombinat fuhr, sondern lieber Bilder nach Picasso malte.
Sein Bild Die große Nacht im Eimer (1962/1963; Museum Ludwig, Köln), das einen Jungen beim Masturbieren darstellt, ist sein bekanntestes Werk dieser Zeit.

### Heldenbilder
Baselitz entwickelte während seines Florenz-Aufenthalts 1965 die Werkgruppe der Helden bzw. Neuen Typen, die bereits im darauffolgenden Jahr in Berlin mit dem Werk Die großen Freunde (Museum Ludwig, Köln) ihren Abschluss fand. Innerhalb eines Jahres entstanden rund 60 Gemälde, 130 Zeichnungen und 38 Druckgrafiken. Die Gemälde dieser Werkgruppe sind von einer groben Malweise und kräftigem Farbauftrag geprägt und zu einem großen Teil im Format 162 × 130 cm ausgeführt. Sie zeigen eine meist in einer kargen Landschaft stehende monumentale Figur, verletzt und teilweise entblößt. Zwanzig Jahre nach dem Zweiten Weltkrieg setzten sich die Heldenbilder mit männlichem Heldentum auseinander: Diese Figuren beziehen sich im übertragenen Sinne auf ein Bild eines Mannes, der ohne Nationalität und ohne Ortszugehörigkeit die illusorischen und größenwahnsinnigen Ideale des Dritten Reiches und der DDR durch seine desolate, kaputte und zerlumpte Erscheinung über den Haufen wirft. Damit fanden auch Baselitz’ eigene Biografie und Lebenswelt – zwischen Kommunismus im Osten und Konsumdenken im Westen – ihren Weg ins Bild.
Die Heldenbilder wurden fast vollständig vereint, 2016 in einer Ausstellung im Frankfurter Städel Museum gezeigt. Weitere Stationen der Ausstellung waren das Moderna Museet in Stockholm (2016/2017), Palazzo delle Esposizioni in Rom (2017) und das Guggenheim-Museum Bilbao (2017).

### Frakturbilder
Mitte der 1960er Jahre fing Baselitz an, die Bildmotive in Streifen zu zergliedern und neu zusammenzufügen; seine sogenannten Frakturbilder. Dies führte unter anderem 1969 zur Motivumkehr mit seinem Bild Der Wald auf dem Kopf.

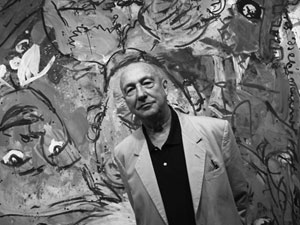
Georg Baselitz fotografiert von Erling Mandelmann

### Bilder, die „auf dem Kopf stehen“
Mit diesen „auf dem Kopf“ stehenden Bildern wurde Baselitz ab Mitte der 1970er Jahre weltweit berühmt. Seine Werke hingen und hängen bei fast allen namhaften internationalen Ausstellungen und Museen. Wie auch in seinen früheren Werken wollte er dem Betrachter die Eigenständigkeit der Malerei gegenüber der herkömmlichen Wirklichkeit vor Augen führen. Mit dem Umdrehen seiner Darstellungen nahm er dem Bild seinen konventionell gedachten Inhalt, machte also den Bildgegenstand gegenstandslos und damit abstrakt. Durch das Auf-den-Kopf-Stellen seiner Werke konnte er den Betrachter direkt mit der Organisation von Farbe und Form auf der Bildfläche konfrontieren, unabgelenkt vom persönlichen Inhalt des Bildes. Auf diese Weise inhaltsleer geschaffen, sind Baselitz’ Bilder nicht interpretier-, sondern lediglich betrachtbar. Der Künstler zählt Pablo Picasso, Alberto Giacometti, Joseph Beuys und auch die expressionistischen Maler der Künstler-Vereinigung Brücke zu seinen Vorbildern.
Hierbei ist bedeutsam, dass Baselitz bereits die Komposition des Bildes auf dem Kopf stehend anlegt und dieses dann ebenso malerisch ausführt. Seit den 1990er Jahren malt Baselitz auf loser, auf dem Boden liegender Leinwand und so finden sich auch Spuren von Farbtöpfen oder Schuhabdrücke in den Bildern. Da es aufgrund der Größe der Formate schwierig für Baselitz ist, alle Bereiche der Leinwand bei der Arbeit gleichmäßig zu erreichen, läuft er einfach darüber.

### Russenbilder
Zwischen 1998 und 2005 erstellte er mehr als 60 Russenbilder. Er verfremdete etliche ihm aus der Jugendzeit in der DDR bekannten Bilder des sozialistischen Realismus. Sie wurden 2007/2008 in den Hamburger Deichtorhallen ausgestellt.

### Druckgrafisches Werk
Seit 1964 begleiten druckgrafische Arbeiten Baselitz’ malerisches und zeichnerisches Werk. Er begann mit Radierungen, 1966 kamen ein- oder mehrfarbige Holzschnitte hinzu und seit 1977 fertigt er auch großformatige Linolschnitte an. Es sind zuweilen Bildmotive seiner Gemälde und Zeichnungen, die der Künstler innerhalb der verschiedenen grafischen Medien aufgreift, um sie einer grafischen „Codierung“ oder „Verschlüsselung“ zu unterziehen.
Georg Baselitz besitzt eine umfangreiche Sammlung von Druckgrafik des 16. Jahrhunderts.

### Bühnenbild
Baselitz debütierte 1993 als Bühnenbildner für Harrison Birtwistles Oper Punch and Judy an De Nederlandse Opera in Amsterdam, 2013 folgte das Bühnenbild zu György Ligetis „Le Grand Macabre“ für die Chemnitzer Oper, die Kostüme entwarf John Bock.
Für die Opernfestspiele 2018 der Bayerischen Staatsoper in München entwarf Baselitz die Ausstattung für Richard Wagners Parsifal. Dafür erhielt er den Negativpreis „Ärgernis des Jahres“ der Kritikerumfrage der Opernwelt.

### Skulpturen
Motive aus Baselitz’ Gemälden finden sich zum Teil in seinen Skulpturen wieder und stellen auch kunsthistorische und biografische Bezüge her. Die ersten Skulpturen entstanden 1979/1980 aus grob bearbeitetem, mit Öl oder Tempera bemaltem Holz. Für große Holzarbeiten dienen Kettensägen als sein Handwerkzeug. Die Holzskulpturen werden oft für die Vervielfältigung bzw. für das Aufstellen im Freien in Bronze gegossen.

## Lehrämter
Baselitz wurde 1977 als Professor an die Staatliche Akademie der Bildenden Künste Karlsruhe berufen, wo er bis 1983 lehrte. Von 1983 bis 1988 und wieder von 1992 bis 2003 hatte er eine Professur an der Hochschule der Künste in Berlin inne, die 2001 in Universität der Künste Berlin umbenannt wurde.

## Motivation/Credo bei Baselitz
Nach Baselitz entstehen seine Bilder nicht durch Interpretation eines Gegenstandes. Jeder Künstler muss die vorhergehenden Bilder verwerfen. Baselitz beginnt seine Bilder mit Disharmonie (Chaos, Handicaps, Tabubruch, Radikalität). Überraschenderweise stellt sich dann dennoch Harmonie in seinen Werken ein. Das Bild muss enthalten, was bisher noch nicht gesehen wurde.
Auch nicht vor seinen eigenen „älteren“ Bildern macht Baselitz beim Verändern Halt. In seiner Phase des „Remix“ gestaltet er Bilder, die er früher gemalt hat, auf eine bessere, zeitnähere und schärfere Art, also gewissermaßen aus einer neuen Perspektive.

## Ehrungen und Mitgliedschaften
| - 1964: Villa-Romana-Preis - 1968: ars-viva-Preis des Kulturkreises der Deutschen Wirtschaft - 1984–1992: Mitglied der Akademie der Künste (Berlin) - 1986: Goslarer Kaiserring - 1986: Korrespondierendes Mitglied Wiener Secession - 1987: Chevalier de l’Ordre des Arts et des Lettres - 1992: Officier de l’Ordre des Arts et des Lettres - 1999: Ehrenmitglied der Royal Academy of Arts London - 1999: Rhenus-Kunstpreis Mönchengladbach - 2000: Ehrenprofessur an der Akademie der Bildenden Künste Krakau - 2001: Julio-González-Preis Valencia - 2002: Commandeur de l’Ordre des Arts et des Lettres - 2003: Niedersächsischer Staatspreis - 2004: Praemium Imperiale - 2004: Ehrenprofessur an der Accademia di Belle Arti Florenz | - 2005: Österreichisches Ehrenzeichen für Wissenschaft und Kunst - 2006: Ehrenbürgerwürde der Stadt Imperia - 2008: B.Z.-Kulturpreis - 2009–2021: Ordentliches Mitglied der Bayerischen Akademie der Schönen Künste - 2009: Cologne-Fine-Art-Preis des Bundesverband Deutscher Galerien und Editionen - 2012: Chevalier de la Légion d’Honneur - 2019: Mitglied der französischen Académie des Beaux-Arts |

## Öffentliche Sammlungen (Auswahl)
| Deutschland - Kupferstichkabinett Dresden: Elke 1, Leih-Nr. L 430, 1976, 200,5 × 162 × 4 cm, Öl auf Leinwand und Maler mit Fäustling, Leih-Nr. L 431, 1982, 247 × 198 cm, Öl auf Leinwand, Galerie Neue Meister, Dresden - Staatliche Graphische Sammlung München - Ludwig Forum für Internationale Kunst, Aachen - Der Hirte, 1966, 162 × 130 cm, Öl auf Leinwand, Sammlung Frieder Burda, Baden-Baden - Ein moderner Maler, Inv.-Nr. BG-M 5264/92, 1966, 162 × 130 cm, Öl auf Leinwand und Modern Painter (Remix), Inv.-Nr. BG-M 11772/09, 2007, 303 × 250 cm, Öl auf Leinwand, Berlinische Galerie, Berlin - Hamburger Bahnhof, Museum für Gegenwart, Berlin - Kunstmuseum Bonn - Sammlung zeitgenössischer Kunst der Bundesrepublik Deutschland, Bonn - Neues Museum Weserburg Bremen - Kunstsammlungen Chemnitz - Museum Küppersmühle Sammlung Ströher, Duisburg - Kunstpalais Erlangen - Eine Kuh, Inv.-Nr. G 484, 1968, 130,5 × 162,8 cm, Acryl auf Leinwand Museum Folkwang, Essen - Acker, Inv.-Nr. 2323, 1962, 139 × 189 cm, Öl auf Leinwand und Oberon (1. Orthodoxer Salon 64 – E. Neijsvestnij), Inv.-Nr. 2325, 1963–1964, 250 × 200 cm, Öl auf Leinwand, Städelsches Kunstinstitut und Städtische Galerie, Frankfurt/Main - Die große Nacht im Eimer, Inv.-Nr. ML 01252, Zugang 1976.02.23, 1962–1963, 250 × 180 cm, Öl auf Leinwand und Die großen Freunde, Inv.-Nr. ML 01497, Zugang 1994, 1965, 250 × 300 cm, Öl auf Leinwand, Museum Ludwig, Köln | Schweiz - Kunstmuseum Basel - Verschiedene Zeichen, Inv.-Nr. Inv.95.1, 1965, 162,5 × 130,0 cm, Öl auf Leinwand und weg vom Fenster, Inv.-Nr. Inv.89.1, 1982, 250 × 250 cm, Öl auf Leinwand, Fondation Beyeler, Riehen/Basel - Kunsthaus Zürich - Migros Museum für Gegenwartskunst Weitere Länder - Albertina (Wien), Wien - Kunstmuseum Den Haag - Stedelijk Museum, Amsterdam - Van Abbemuseum, Eindhoven - Centre Georges-Pompidou, Paris - Musée d’art moderne de la Ville de Paris - Musée d’Art Moderne et Contemporain de Strasbourg - Museo Reina Sofía, Madrid - Museu Serralves, Porto - Scottish National Gallery, Edinburgh - British Museum, London - Tate Gallery of Modern Art, London - Statens Museum for Kunst, Kopenhagen - Museum Jorn, Silkeborg - Metropolitan Museum of Art, New York - Museum of Modern Art, New York - Solomon R. Guggenheim Museum, New York - Nationalmuseum für moderne Kunst Tokio - National Gallery of Australia, Canberra |

## Ausstellungen (Auswahl)
- 1972: Documenta 5 in Kassel
- 1980: Biennale von Venedig
- 1982: Documenta 7 in Kassel
- 1982: Zeitgeist
- 1984: Von hier aus – Zwei Monate neue deutsche Kunst in Düsseldorf
- 1993:  Nicht nee nee nicht no. Synagoge (Stommeln), Pulheim
- 2000: Georg Baselitz – Im Walde von Blainville. Malerei 1996–2000. Essl Museum – Kunst der Gegenwart, Klosterneuburg/Wien
- 2004: Bilder, die den Kopf verdrehen. Eine Retrospektive. Bilder und Skulpturen von 1959 bis 2004. Kunst- und Ausstellungshalle der Bundesrepublik Deutschland, Bonn. Parallel dazu Photokontakt. Benjamin Katz: Georg Baselitz
- 2007: The Bridge Ghosts Supper bei Contemporary Fine Arts
- 2007: Omaggio a Vedova. Dialogo con Baselitz. Padiglione Venezia, 52. Esposizione Internazionale d’Arte – La Biennale di Venezia
- 2007/8: Die Russenbilder. Deichtorhallen Hamburg
- 2007: Passion for Art. Essl Museum – Kunst der Gegenwart, Klosterneuburg/Wien
- 2008: Baselitz bis Lassnig – Meisterhafte Bilder. Essl Museum – Kunst der Gegenwart, Klosterneuburg/Wien
- 2008: 23. Januar 2008 bei Contemporary Fine Arts
- 2008/2009: Georg Baselitz -Top. Kunsthalle Würth, Schwäbisch Hall[41]
- 2009: Retrospektive im Museum der Moderne Salzburg
- 2009: Sonderschau auf der Cologne Fine Art & Antiques
- 2010: Baselitz: 50 Jahre Malerei, 30 Jahre Skulptur. Staatliche Kunsthalle Baden-Baden und Museum Frieder Burda Baden-Baden (in Kooperation)
- 2011: Baselitz sculpteur. Musée d’Art Moderne de la Ville de Paris[42]
- 2012: Baselitz – Berliner Jahre / Bilder aus der Sammlung Baselitz. Villa Schöningen, Potsdam
- 2012: Georg Baselitz. Romantiker kaputt. Gemälde, Zeichnungen und Druckgrafik aus der Sammlung GAG. Stiftung Moritzburg – Kunstmuseum des Landes Sachsen-Anhalt, Halle an der Saale und Galerie Stihl, Waiblingen
- 2012: Baselitz – Immendorff – Schönebeck aus der Sammlung der Deutschen Bank, Villa Wessel in Iserlohn[43]
- 2013: Georg Baselitz. Werke von 1968 bis 2012. Essl Museum – Kunst der Gegenwart, Klosterneuburg/Wien
- 2013/14: Georg Baselitz. Besuch bei Ernst Ludwig. Kirchner Museum Davos[44]
- 2014: Georg Baselitz. Tierstücke – Nicht von dieser Welt. Franz Marc Museum, Kochel am See
- 2014/2015: Georg Baselitz – Damals, dazwischen und heute. Haus der Kunst, München[45]
- 2016: Georg Baselitz – Mit Richard unterwegs, Druckgrafik 1995–2015. Schloss Dachau
- 2016: Georg Baselitz – Die Helden. Städel Museum, Frankfurt
- 2016/2017: Georg Baselitz + Albert Oehlen. Kunstverein Reutlingen
- 2016: Georg Baselitz – Eksperiment og Fornyelse / Experiment and Renewal. Museum Jorn, Silkeborg
- 2017: Georg Baselitz – Gebrochene Helden. Ernst-Barlach-Museum Wedel, 26. März bis 10. September 2017[46]
- 2018: Georg Baselitz. Fondation Beyeler, Riehen, 21. Januar bis 29. April 2018[47]
- 2018: Georg Baselitz – Werke auf Papier. Kunstmuseum Basel, Basel, 21. Januar bis 29. April 2018[48]
- 2018: Corpus Baselitz. Unterlinden-Museum, Colmar
- 2018: Maniera Baselitz: Das Nonkonforme als Quelle der Phantasie. Staatliche Kunstsammlungen Dresden, Kupferstich Kabinett, Dresden
- 2019: Baselitz Academy. Accademia (Venedig), Venedig
- 2021/2022: Baselitz – La rétrospective. Centre Georges-Pompidou, Paris
- 2023: Baselitz in the Studio, Kunstmuseum Schloss Derneburg, Derneburg[49]
- 2023: Baselitz – Nackte Meister, Kunsthistorisches Museum Wien
- 2023: Georg Baselitz zum 85. Geburtstag. Museum Würth 2, Künzelsau-Gaisbach[50]
- 2024: Baselitz – Belle Haleine, Sabbioneta, Mantua[51]